# 埃及電鰩
埃及電鰩（學名：Torpedo alexandrinsis），又稱埃及電鱝，為軟骨魚綱電鰩目電鰩科電鰩屬的一種。分布於西印度洋埃及紅海海域，棲息在沙泥底質海域，為底棲性魚類，屬肉食性，體具有發電器官，可能用來防禦或捕食，卵胎生，生活習性不明。